# Aphytis chilensis
Aphytis chilensis is een vliesvleugelig insect uit de familie Aphelinidae. De wetenschappelijke naam is voor het eerst geldig gepubliceerd in 1900 door Howard.